# 슈퍼수성
슈퍼수성이란 수성과 비슷한 특성을 가지지만 행성의 크기가 수성보다 큰 행성을 가리키는 단어이다.

## 설명
슈퍼수성은 수성과 비슷하게 철과 니켈과 같은 금속들이 핵을 이루고 있다는 특징을 가지고 있다. 영어권에서는 Super Mercury(슈퍼 머큐리)라고 불린다. 슈퍼수성으로 불리는 천체들은 수성과 같이 모항성에 가깝다는 공통된 특징을 가지고 있으며 이로 인해 모항성을 향해 항상 같은 면을 향하는 조석 고정이 일어난 행성들도 존재한다. 이로 인해 슈퍼토성은 뜨거운 지구에 속하는 행성이 되기도 한다. 현재까지 발견된 슈퍼수성으로 분류되는 대표적인 외계 행성에는 글리제 367 b가 있다.

## 같이 보기
- 외계 행성
- 수성
- 천문학